# Duitstalige Gemeenschapsverkiezingen 2014/Kandidatenlijst/CSP
Dit is de kandidatenlijst van de CSP voor de Duitstalige Gemeenschapsraadverkiezingen van 2014. De verkozenen staan vetgedrukt.

## Effectieven
1. Robert Nelles
2. Patricia Creutz-Vilvoye
3. Luc Frank
4. Marion Dhur
5. Daniel Franzen
6. Mirko Braem
7. Jérôme Franssen
8. Bernd Karthäuser
9. Sandra Houben-Meessen
10. Gerd Völl
11. Patrick Knops
12. Nicole De Palmenaer
13. Herbert Grommes
14. Pascal Arimont
15. Anna Ortmann
16. Erika Heck
17. Resel Reul-Voncken
18. Monique Kessel-Denis
19. René Chaineux
20. Stephanie Pauels
21. Nathalie Johnen-Pauquet
22. Martina Graeven-Hagelstein
23. Willy Heinzius
24. Käthy Lemmens-Dumbruch
25. Elmar Keutgen